# Wilfried Härle
Wilfried Härle (ur. 6 września 1941 w Heilbronn) – niemiecki teolog luterański, dogmatyk, etyk.
Wilfried Härle studiował teologię ewangelicką w Heidelbergu i Erlangen. W 1969 roku uzyskał tytuł doktora teologii na Uniwersytecie w Bochum, a w 1973 roku habilitował się na Uniwersytecie w Kilonii. W latach 1977–1978 był docentem na Uniwersytecie w Groningen, później do 1995 roku był profesorem w Marburgu, a w latach 1995–2006 – w Heidelbergu. Wchodził w skład komisji bioetycznej przy Bundestagu.

## Dzieła (wybór)
- Systematische Philosophie. Eine Einführung für Theologiestudenten, 1982
- Dogmatik, 1995
- Menschsein in Beziehungen. Studien zur Rechtfertigungslehre und Anthropologie, 2005